# Франсис Бејкон
За истоименог сликара, погледајте чланак Франсис Бејкон (сликар).
Франсис Бејкон (познат и као Френсис Бекон, енгл. Francis Bacon; Лондон, 22. јануар 1561 — Лондон, 9. април 1626) био је енглески филозоф, државник и есејиста. Иако је политичку каријеру завршио неславно, остао је упамћен захваљујући својим филозофским делима, а посебно као заговорник научног метода у време научне револуције.
Бејкона називају оцем емпиризма. Његови радови заснивају и популаризују индуктивну методологију у научном истраживању, касније познату под именом „Бејконов метод” или само научни метод.

## Биографија
Франсис Бејкон је рођен 22. јануара 1561. у Кући Јорк у Лондону као најмлађи од петоро синова оца Николаса Бејкона. Николас Бејкон је био чувар великог печата у првих двадесет година владавине Краљице Елизабете. Бејконова мајка је била леди Ана Кук, рођака сера Виљема Сесила, лорда Берли, који је био краљевски ризничар и један од најмоћнијих људи у Енглеској. Њен отац је био главни учитељ краља Едварда VI, а она је била лингвиста и теолог и без икакве тешкоће се дописивала с владикама на грчком језику. Она сама је подучавала свога сина.
У Бејконово време Енглеска је доживела процват и у економском и у културном погледу. Откриће Америке скренуло је трговину са Средоземног мора на Атлантски океан, што је атлантске земље (Шпанију, Француску, Холандију и Енглеску) довело до оне трговачке и финансијске надмоћности коју је раније уживала Италија. Енглеска књижевност је процветала у Спенсеровим песмама и Сиднијевој прози; на енглеској позорници приказиване су драме које су писали Вилијам Шекспир, Кристофер Марлоу, Бен Џонсон и стотина других великих песника.
Кад је Бејкон навршио тринаест година, послали су га заједно са његовим старијим братом Антонијем Беконом на Колеџ Св. Тројице у Кембриџу. Ту је провео три године као марљив студент. Колеџ је оставио с јаком антипатијом према његовим уџбеницима и методама, с утврђеним непријатељством према култу Аристотела. Решио је да филозофију врати на плоднији пут и да је из схоластичког расправљања окрене на осветљавање и умножавање људских добара. Са само шеснаест година прихватио је положај у пратњи енглеског амбасадора у Француској.
Сер Николас Бејкон је изненада преминуо 1579. године. Намеравао је да Франсиса снабде имањем, али је смрт пореметила његове планове, па је млади дипломата убрзо позван да се врати у Лондон, где је остао без оца и без средстава. Он се до тада већ био навикао на раскошан живот свога времена и било му је тешко што мора да се прилагоди једноставном животу. Пошто је био приморан да се бави правним пословима, многобројним молбама се обраћао својој утицајној родбини да му осигурају државни положај који би га ослободио економских брига, али није имао успеха.
Постао је адвокат, а касније и члан парламента. Године 1586. је узео учешће у егзекуцији Мери Стјуарт. Спријатељио се 1591. са Робертом Девером, војводом од Есекса, од кога је примио много значајних поклона. Након што је Есекс кренуо у побуну против краљице, Бејкон је учествовао у вођењу истраге која је довела до егзекуције војводе 1601. године.
Често је био у проблемима јер је трошио превише, а 1601. је ухапшен због дугова. Када је Џејмс I Стјуарт постао краљ 1603. године, Бејконова позиција се побољшала. Године 1603. је постао племић. Био је именован да направи план уједињења Енглеске и Шкотске. Оженио је Алис Берхем 1606, а следеће године је постао Солиситор генерал.
Године 1618. именован је за Барона Верулама (енгл. Baron Verulam), а 1621. за Виконта Сент Олбанса (енгл. Viscount St Albans). С обзиром на то да није имао деце, обе титуле су се завршиле након његове смрти.
Његова каријера државника се завршила скандалом. Један разочарани тужилац га је 1621. оптужио да је његову тужбу одбио јер је примио мито. Краљ је попустио под притиском тренутно ојачалог Парламента, пред којим га је Бејкон често бранио, и наредио да Бејкона затворе у Тауер. После само два дана Бејкон је ослобођен, а новчану казну од 40.000 фунти краљ му је опростио.
Последњих пет година живота Бејкон је провео повучено, у тишини свога дома, мучећи се у необичном сиромаштву и тешећи се стваралачким радом на пољу филозофије. У тих пет година написао је своје највеће латинско дело, De augmentis scientiarum, публиковао је проширено издање Огледа, један фрагменат с натписом Sylva sylvarum и Историју Хенрија VII. Кајао се што се раније није одрекао политике и све своје време посветио књижевности и науци.
Умро је априла 1626. у 66 години живота од пнеумоније.

## Научни рад
Франсис Бејкон је један од оснивача модерне науке и филозофије. У свом најзначајнијем делу Нови органон изложио је основне принципе своје филозофије. По њему, иако је филозофија својевремено углавном користила дедуктивне силогизме у тумачењу природе по узору на Аристотелову логику изложену у збирци текстова Органон, филозоф би уместо тога требало да следи индуктивни начин закључивања на основу чињеница. Бејкон је сматрао да пре саме индукције треба очистити разум од лажних појмова који су тако чврсто укорењени да искривљују истину. Ове лажне појмове Бејкон назива „идолима” и наводи четири типа идола:
- Идоли племена — укорењени су у људској природи, јер су сви људи несавршени и према томе склони грешкама.
- Идоли пећине — то су заблуде појединца. Оне настају због тога што човек суди према себи, па мисли да како он нешто доживљава исто тако доживљавају и други, а заборавља да сваки човек има своју засебну „пећину”.
- Идоли трга — потичу из употребе језика, који не може увек тачно да искаже човекове мисли уобичајеним значењем речи. Оне настају на улицама и трговима где се речи размењују.
- Идоли позоришта — произлазе из чињенице да људи живе у одређеном друштвеном окружењу, у којем постоје извесна правила понашања и улоге. Бејкон је сматрао да су ове предрасуде најопасније због тога што настају из поштовања ауторитета.

Методом индукције откривају се форме, тј. идеје.
Према Бејкону, природна филозофија би требало да се заснива на искуству. Зато је поставио експеримент као највиши принцип научног истраживања.
Бејкон је тежио темељном преображају наука и живота уопште. Наслов његовог главног, али недовршеног дела је Instauratio magna (Велика обнова).
Циљ науке и филозофије јесте да опскрби људски живот новим проналасцима и добрима, да човек овлада природом и повећа своју моћ над њом. Позната је његова реченица „знање је моћ”.
Године 1662. у Енглеској Бејкон је основао „Учено друштво”.
Иако је заговарао искуство и посматрање појава, Бејконова мисао је била укорењена у херметизму, због чега неки његови ставови одржавају агрипинину мисао и утицај розенкројцерског херметизма.